# Barronia araucaria
Barronia araucaria är en stekelart som beskrevs av Ian D. Gauld och David B. Wahl 2002. Barronia araucaria ingår i släktet Barronia och familjen brokparasitsteklar. Inga underarter finns listade.